# Sandra Seubert

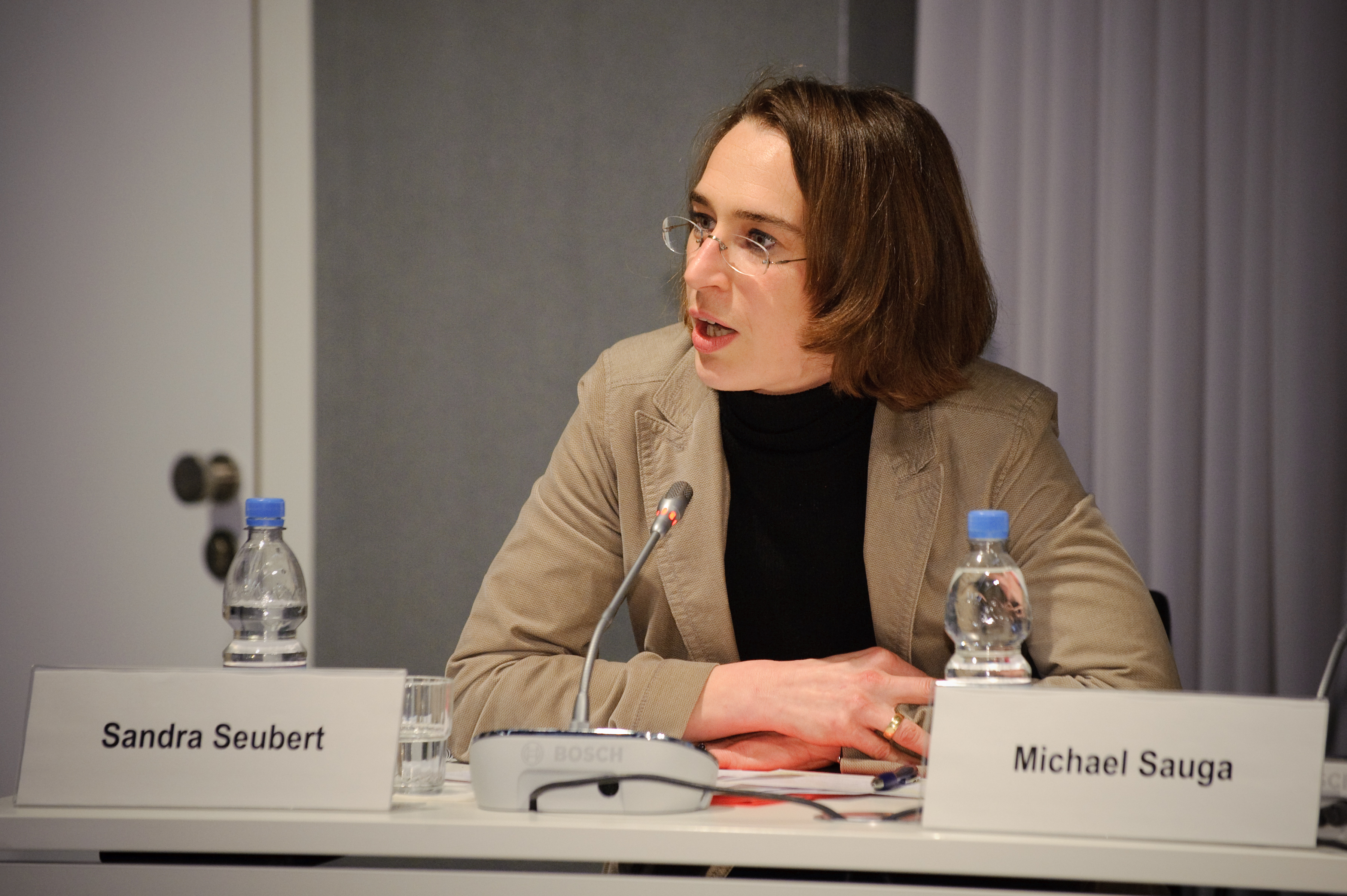
Sandra Seubert

Sandra Seubert ist eine deutsche Politikwissenschaftlerin und Professorin mit dem Schwerpunkt Politische Theorie an der Universität Frankfurt am Main. Sie forscht zu Fragen der Demokratietheorie, insbesondere Theorien transnationaler und Europäischer Bürgerschaft sowie zu Grenzverschiebungen zwischen Privatheit und Öffentlichkeit unter Bedingungen der Digitalisierung von Kommunikation.
Seubert machte 1990 das Bachelor-Examen mit dem Hauptfach Politikwissenschaft an der Universität Frankfurt und 1993 den Master-Abschluss an der FU Berlin, dort wurde sie 1998 promoviert. Ihre Habilitation erfolgte 2008 an der Universität Potsdam, wo sie seit 2000 Assistenz-Professorin war. 2000/2001 hielt sie sich als Visiting Scholar an der New School for Social Research in New York auf. Seit 2009 ist sie Professorin in Frankfurt. Im akademischen Jahr 2019/20 war sie Alfred Grosser-Gastprofessorin am Institut d’études politiques de Paris (Sciences Po).
Seit 2018 ist Sandra Seubert Goethe Fellow am Forschungskolleg Humanwissenschaften.

## Schriften (Auswahl)
- Als Herausgeberin mit Peter Niesen: Die Grenzen des Privaten. Nomos, Baden-Baden 2010, ISBN 978-3-8329-5228-0.
- Als Herausgeberin: Sozialkapital und Integration. Überforderte Zivilgesellschaft? Forschungsjournal: Neue soziale Bewegungen, 22. Jahrgang, Heft 3, Lucius & Lucius, Stuttgart 2009,
- Das Konzept des Sozialkapitals. Eine demokratietheoretische Analyse. Campus, Frankfurt am Main/New York 2009, ISBN 978-3-593-39048-2 (zugleich Habilitationsschrift, Universität Potsdam 2007).
- Gerechtigkeit und Wohlwollen. Bürgerliches Tugendverständnis nach Kant. Campus, Frankfurt am Main/New York 1999, ISBN 978-3-593-36357-8 (zugleich Dissertationsschrift, FU Berlin 1998).